# Weströmisches Reich

Die Teilung des Römischen Reiches nach dem Tode Kaisers Theodosius I. in Weströmisches und Oströmisches Reich im Jahre 395

West- und Ostrom im Jahre 476

Das sogenannte Weströmische Reich, auch Westrom oder Westreich (lat. Hesperium Imperium), entstand im Jahre 395 durch die Reichsteilung von 395 im spätantiken Römischen Reich in zwei Verwaltungseinheiten mit je einem Kaiser. Der Regierungssitz in Westrom war zunächst Mailand und dann Ravenna (ausnahmsweise residierten die weströmischen Kaiser auch noch in der Stadt Rom). Die Kaiser des Oströmischen Reichs (auch Ostrom oder Byzantinisches Reich) residierten in Konstantinopel. Die Politik in beiden Reichshälften konnte sich jedoch erheblich unterscheiden, zumal vor allem im Westen die Kaiser bald in Abhängigkeit von hohen Militärs gerieten.
Formal handelte es sich bei Westrom nie um einen eigenständigen Staat, sondern lediglich um die Westhälfte des unteilbaren Imperium Romanum. Ostrom wurde nach dem Untergang Westroms eigenständig und stellte die ungebrochene Fortsetzung des römischen Staates dar.
Als Ende des Weströmischen Reiches wird in älterer Literatur meist die Absetzung des Kaisers Romulus Augustus (spöttisch „Romulus Augustulus“ genannt) durch den meuternden weströmischen Heerführer Odoaker im Jahr 476 gesehen. Der Zeitpunkt ist in der neueren Forschung umstritten. Mögliche Endpunkte sind:
- der August 475 mit der Vertreibung des letzten vom oströmischen Augustus Zeno als legitim anerkannten weströmischen Kaisers Julius Nepos durch den weströmischen Feldherrn Orestes;

- der September 476 mit der Absetzung des jugendlichen Usurpators und Gegenkaisers Romulus Augustus durch den meuternden weströmischen Heerführer Odoaker;

- das Jahr 480 mit der Ermordung des in die Provinz Dalmatia geflohenen Julius Nepos, der sich trotz Vertreibung weiterhin als Augustus (Kaiser) Westroms betrachtet hatte und als solcher vom oströmischen Kaiser anerkannt war;

- der Untergang des Reiches von Soissons im Jahre 486 oder 487 infolge der Niederlage des Römers Syagrius in der Schlacht bei Soissons gegen den Franken Chlodwig I.;

- die Ermordung Odoakers durch Theoderich 493 und der anschließende Beginn der ostgotischen Herrschaft über Italien;

- die 554 erfolgte Abschaffung des weströmischen Hofes durch Justinian I., da die meisten staatlichen Institutionen, insbesondere der Senat und der (nun kaiserlose) weströmische Hof, auch nach 476 noch jahrzehntelang fortbestanden hatten;

- der Einfall langobardischer Krieger in Italien im Jahr 568, durch den große Teile der Apenninhalbinsel der kaiserlichen Herrschaft entzogen wurden.

## Überblick

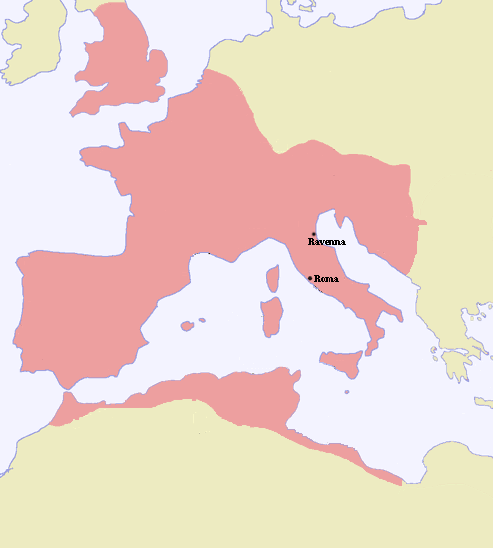
Das Weströmische Reich nach der Reichsteilung von 395

Bereits im späten 3. Jahrhundert war ein Mehrkaisertum mit regionaler Aufgabenteilung die Regel geworden, und seit dem Tod Konstantins I. 337 waren die beiden Hälften des Römischen Reichs zumeist von mindestens zwei Kaisern regiert worden. Den Westen beherrschten (zum Teil als Usurpatoren): Konstantin II. (337–340), Constans (340–350), Magnentius (350–353), Julian (als Caesar, 355–360), Valentinian I. (364–375), Gratian (375–383), Magnus Maximus (383–388), Valentinian II. (383–392) und Eugenius (392–394). Diese für die Verwaltung und Verteidigung des Westens zuständigen Kaiser hatten dabei allerdings zumeist in Gallien (Trier) residiert; erst Valentinian II. und Theodosius I. hatten Mailand bevorzugt.
Zu beachten ist, dass Westrom formal niemals ein eigener Staat war. Nicht das Römische Reich war aufgeteilt worden, sondern das Kaisertum. Seit dem Tod Jovians Anfang 364 gab es stets mindestens zwei Augusti, und seit dem Bürgerkriegssieg über Magnus Maximus 388 gab es endgültig zwei Kaiserhöfe im Imperium Romanum. Für die Zeitgenossen, die ja längst an ein Mehrkaisertum gewöhnt waren, unterschied sich die Teilung von 395 daher nicht von den früheren – dass sie die letzte sein würde, war nicht absehbar. Vielmehr schien gerade der Umstand, dass Arcadius und Honorius Brüder waren und gemeinsame Gesetze erließen, die Reichseinheit zu garantieren. Die Bezeichnung „Weströmisches Reich“ ist in der Spätantike selten und erst ab dem frühen 6. Jahrhundert bei Marcellinus Comes häufiger greifbar; nach vorherrschender zeitgenössischer Auffassung gab es stets nach wie vor nur ein Römisches Reich unter zwei gemeinsam regierenden Herrschern und es gab weiterhin nur ein römisches Bürgerrecht. Eine Spaltung des Reiches in zwei unabhängige Hälften war 395 nicht beabsichtigt und erfolgte auch nicht. Der spätantike Geschichtsschreiber Eunapios von Sardes äußerte dazu: „Die Kaiser regieren in zwei Körpern ein einziges Reich“. Aus diesem Grund beanspruchten die Kaiser in Ost und West auch stets ein Mitspracherecht, wenn nach dem Tod des Augustus im jeweils anderen Reichsteil die Nachfolge geregelt werden musste. Kam es im Westen zu längeren Thronvakanzen, so galt der in Konstantinopel residierende Kaiser automatisch auch als Herrscher über den verwaisten Reichsteil, so etwa von 465 bis 467 und nach 480.
Ebenso wie der „Anfang“ Westroms ist auch sein „Ende“ problematisch. Eine zunehmende Zahl von Althistorikern vertritt heute die Auffassung, dass es sich bei den Ereignissen der Jahre 475–480 lediglich um einen Militärputsch handelte: Somit sei damals zwar das weströmische Kaisertum, nicht jedoch der im Kern intakte, wenn auch zuletzt weitgehend auf Italien und den Alpenraum beschränkte „Staat“ Westrom untergegangen. Die zivile Verwaltung und der weströmische Senat bestanden nach 476 fast bruchlos fort und gingen erst nach 550 unter. Und zudem war der Westen formal nicht kaiserlos: Nach 480 sahen sich die in Konstantinopel residierenden Kaiser als Herrscher des Gesamtreiches, und ihre Ansprüche wurden im 6. Jahrhundert im Westen in der Regel auch noch grundsätzlich anerkannt. Phasen, in denen in Italien längere Zeit kein Kaiser residiert hatte, hatte es dabei bereits im 4. Jahrhundert gegeben. Aus diesem Grund kann man daher auch die auf 476 folgenden Jahrzehnte bis zur Auflösung des weströmischen Hofes im Jahr 554 bzw. bis zum Einfall der Langobarden im Jahr 568, der viele antike Strukturen endgültig vernichtete und die staatliche Einheit Italiens für Jahrhunderte beendete, als Bestandteil der weströmischen Geschichte auffassen.

## Geschichte

### Die Zeit des Honorius
Obwohl das Weströmische Kaisertum nach 395 nur 81 Jahre Bestand hatte, hatten es insgesamt zwölf allgemein anerkannte Herrscher und zudem noch drei (nach anderer Auffassung vier) Usurpatoren inne.
Honorius war der jüngere Sohn von Kaiser Theodosius I., dem letzten Kaiser, der beide Reichshälften einige Monate lang faktisch gemeinsam regiert hatte. Honorius war bei seinem Regierungsantritt 395 noch ein Kind, deshalb hatte Theodosius vermutlich den Heermeister Stilicho, Sohn eines romanisierten Vandalen und einer Römerin, zu seinem Vormund eingesetzt. Stilicho beanspruchte die Regentschaft aber nicht nur im Westen, sondern auch im Osten des Reiches; dies dürfte Kreisen am Hofe des Honorius durchaus recht gewesen sein, da man sich hier nicht dem senior Augustus Arcadius unterordnen wollte.

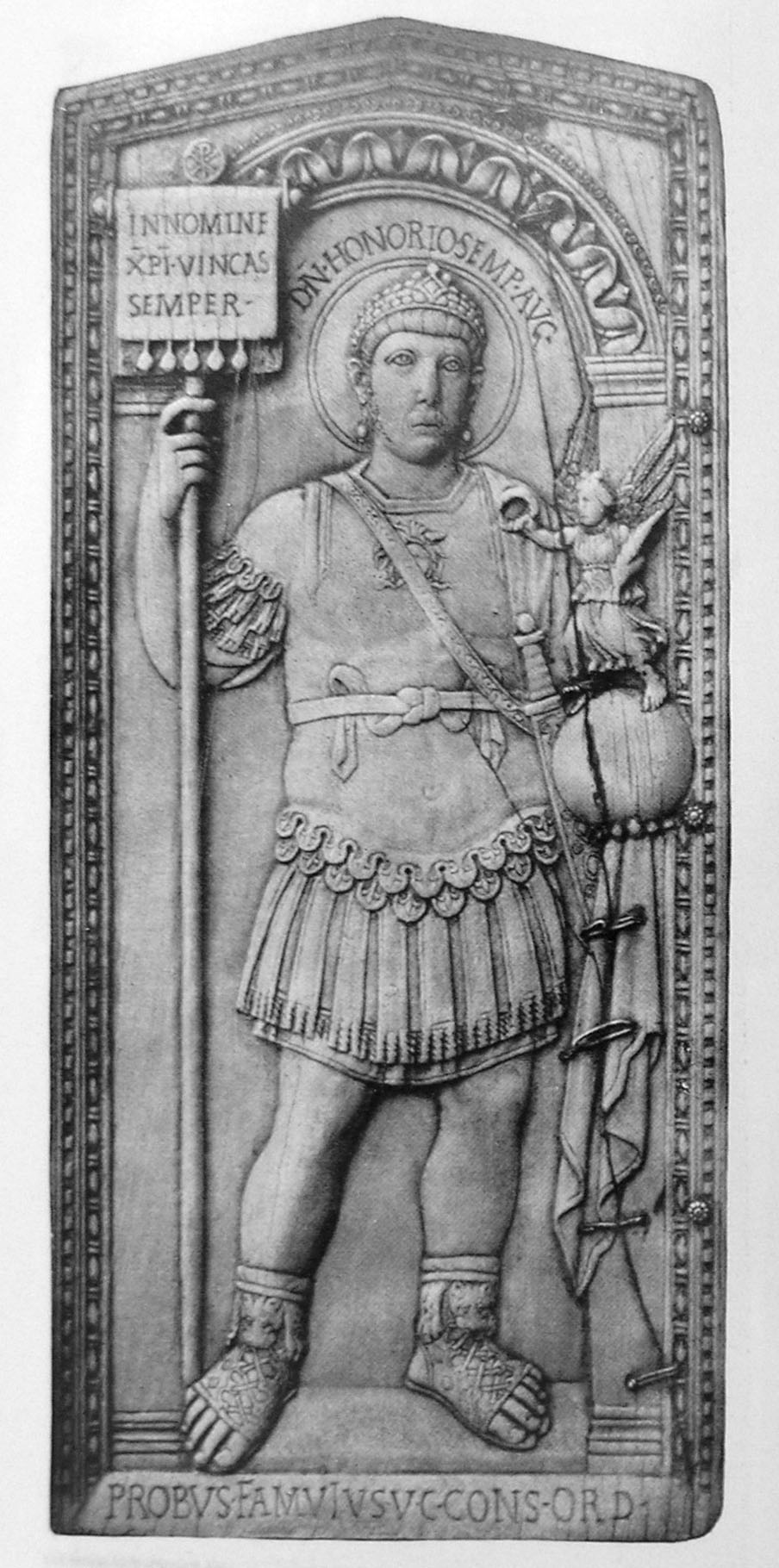
Honorius als Feldherr; Elfenbeindiptychon von 406

Die Herrschaft des Honorius war instabil. Bereits 395 meuterten die westgotischen Foederaten, und 397 erhob sich der Befehlshaber Gildo in der Provinz Africa, die eine der reichsten römischen Provinzen war und die Kornkammer Westroms darstellte. Wenngleich Gildos Rebellion, hinter der der oströmische Hof stand, recht schnell niedergeschlagen werden konnte, sollte dies nur der Anfang einer ganzen Reihe von Erhebungen darstellen, mit denen Westrom konfrontiert wurde. Nach der Invasion der erneut meuternden Westgoten 402 auf der Italischen Halbinsel zog Honorius mit seinem Hof von Mediolanum (Mailand) nach Ravenna, welches als uneinnehmbar galt. Stilicho musste derweil Truppen von den Grenzen abziehen, um Italien verteidigen zu können: Im Bürgerkrieg zwischen Eugenius und Theodosius I. war 394 ein großer Teil der weströmischen Truppen vernichtet worden; dies rächte sich nun, da es Westrom an regulären Soldaten mangelte, um die Folgen der sogenannten Völkerwanderung zu bewältigen. Auf der britischen Insel rebellierten derweil die Soldaten, die sich im Stich gelassen fühlten, unter Marcus und Gratian (406/407) sowie Konstantin III. (407–411); die Truppen setzen nach Gallien über und überließen die Bevölkerung – die sich weiterhin als Römer ansah – sich selbst bzw. den bald darauf einsetzenden angelsächsischen Angriffen, wobei die Angelsachsen anfangs jedoch in kleinen Gruppen vor allem als Söldner nach Britannien kamen, um im Dienst der dortigen Römer die Nordgrenze zu verteidigen.
Inmitten des Bürgerkriegs kam es zum Zusammenbruch der entblößten Rheingrenze: Am 31. Dezember 406 fielen beim Rheinübergang Vandalen, Sueben und die (ursprünglich) iranischen Alanen, wohl auf der Flucht vor den Hunnen, in Nordgallien ein; fränkische „Foederati“ und römische Grenztruppen („Limitanei“), die sich ihnen entgegenstellten, wurden geschlagen. Zudem war 405 ein gotisches Heer unter Radagaisus in Italien eingefallen, welches jedoch von Stilicho vernichtet werden konnte. 408 starb überraschend der Ostkaiser Arcadius, und jetzt ließ Honorius, nunmehr der senior Augustus im Gesamtreich, seinen Berater und Heermeister Stilicho, den eigentlich starken Mann im Westen, aus Furcht vor dessen Macht ermorden. Nun aber fehlte dem Reich ein kompetenter militärischer Anführer, so dass die rebellischen westgotischen foederati unter ihrem Anführer Alarich, nachdem ihnen die von der Regierung in Ravenna versprochenen Landzuweisungen wiederholt versagt wurden, im Jahre 410 Rom plünderten, was nachhaltige Folgen für das Selbstvertrauen der Römer und die Autorität der Regierung in Ravenna hatte.
Die Usurpationen banden derweil zusätzliche Kräfte: Konstantin III., zudem Jovinus in Gallien sowie der römische Senator Priscus Attalus 409/410 und 414/415, der der Kandidat der westgotischen Söldner war. 409 fielen die Sueben, Alanen und Vandalen unter Ausnutzung der Wirren in Hispanien ein. Die Westgoten, nun wieder Verbündete Ravennas, vernichteten jedoch in der Folgezeit Teile der in Hispanien eingedrungenen Vandalen. Unter dem machtbewussten Heermeister und späteren kurzzeitigen Kaiser Flavius Constantius konnten die Römer die Lage ab 411 zunächst stabilisieren, Usurpationen beenden und viele der eingedrungenen germanischen Gruppen vorerst unter Kontrolle bringen und in ihre Dienste nehmen. So wurden die Westgoten 418 als foederati in Aquitanien angesiedelt, womit man sich in Ravenna ein inneres Bollwerk gegen Aufstände und zugleich einen kampfstarken Verband gegen die äußeren Feinde sowie die Vandalen und Sueben erhoffte. Die Westgoten verhielten sich denn auch – insgesamt betrachtet – tatsächlich loyal, was sie freilich nicht von Plünderungen und Kriegszügen abhielt, um ihren Einflussbereich zu vergrößern; zu einem regelrechten Bruch des Vertrags von 418 sollte es jedoch erst in den späten 60er Jahren des 5. Jahrhunderts kommen, als die weströmische Zentralmacht kollabierte.
Constantius (III.) hatte zwar seine Rivalen um die Macht nacheinander ausschalten und eine Einheirat in das Kaiserhaus erzwingen können; er starb aber bereits im Herbst 421 nach nur wenigen Monaten Herrschaft, bevor er seine Erfolge ausbauen und konsolidieren konnte. Sein Tod hinterließ im Westen ein Machtvakuum, das Honorius nicht zu füllen vermochte.

### Innere Machtkämpfe und der Krieg mit Attila
Nach dem Tod des Honorius im Jahre 423 regierte in Ravenna zunächst der Usurpator Johannes, ein Zivilist, der vom Ostkaiser nicht anerkannt wurde. 425 wurde er nach einem weiteren Bürgerkrieg besiegt, und Valentinian III., ein Kleinkind und Neffe des Honorius, wurde mit Unterstützung seines Vetters Theodosius II. neuer Augustus des Westens; er sollte der letzte Kaiser der theodosianischen Dynastie sein. In seine Regierungszeit fiel der faktische Verlust der Provinz Africa (ab 429) an den Heerführer Geiserich; das nordwestliche Hispanien fiel derweil an die Sueben, und um 440 rebellierten in Britannien die Sachsen.

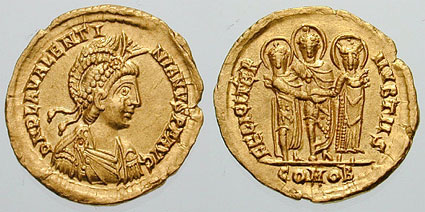
Solidus Valentinians III., auf der Rückseite dargestellt gemeinsam mit seiner Ehefrau Licinia Eudoxia und deren Vater Theodosius II.

Bald nach seiner Thronbesteigung kam es zu Rivalitäten um die Kontrolle des Kindkaisers. Zivilverwaltung und kaiserliche Familie sahen sich dabei einer wachsenden Dominanz der Heerführung gegenüber. Zunächst lagen die Regierungsgeschäfte in den Händen seiner Mutter Galla Placidia, doch kam es bald zu Kämpfen zwischen verschiedenen Militärs, die um die faktische Macht rivalisierten: Der Heermeister Flavius Felix und der comes Africae Bonifatius unterstützten bis zu ihrem Tod (mal mehr, mal weniger) die Politik der Galla Placidia, die sich bemühte, die Feldherrn gegeneinander auszuspielen. Nach dem Tod des Bonifatius (432) jedoch regierte ihr langjähriger Gegner, der patricius und Heermeister Flavius Aëtius, ab 433 für etwa zwanzig Jahre das Westreich und stützte sich dabei vor allem auf Gallien und auf sein lange Zeit enges Verhältnis zu den Hunnen, die ihm zur Macht verholfen hatten. Sein hauptsächlicher Gegner war Geiserich. Das Leben Kaiser Valentinians, der 437 Konstantinopel besuchte, bewegte sich ansonsten zwischen Ravenna und Rom; die Beziehungen zum Ostteil des Reiches waren gut und eng. Eine Stabilisierung des Westens gelang dennoch nicht. Denn die Zeit nach 433 war von Abfallbewegungen gekennzeichnet, weil die faktische Herrschaft des patricius der Legitimität entbehrte und vielfach nicht anerkannt wurde. Unter anderem rebellierten nun wieder Bagauden gegen die Regierung in Ravenna, und auch die Kriegergruppen der Sueben, Franken und Westgoten lehnten den Heermeister zunächst ab. In Gallien konnte sich Aëtius trotz dieses Drucks mit Mühe behaupten; eine Rebellion der Burgunden am Rhein wurde durch seine hunnischen Hilfstruppen 436 blutig niedergeworfen.
Dem Verlust der Provinz Africa an Geiserich und die Vandalen (endgültig mit der Eroberung Karthagos und der dort liegenden Flotte 439) kommt in diesem Zusammenhang eine große Bedeutung zu, da Geiserich, anders als die Anführer der meisten übrigen Kriegergruppen, aufgrund seiner Feindschaft mit Aëtius die Regierung in Ravenna grundsätzlich ablehnte und damit das erste faktisch unabhängige regnum auf Reichsgebiet gründete, obwohl er 442 ein neues foedus mit Valentinian III. schloss. Allerdings zeigt der Umstand, dass sich Geiserich damals versprechen ließ, sein Sohn werde eine Tochter des Kaisers heiraten, sobald sie alt genug sei, dass es auch ihm durchaus um eine Teilhabe am Imperium Romanum ging, nicht um dessen Vernichtung. Fortan griff er immer wieder in die weströmische Innenpolitik ein. Durch die Besetzung Karthagos konnte er Italien jederzeit von seiner afrikanischen Kornkammer abschneiden, von wo aus es in Form von Abgaben mit Getreide versorgt worden war; die Vandalen lieferten zwar Getreide, jedoch zu hohen Preisen. Zudem fehlten Aëtius und der Regierung in Ravenna nun die Steuereinnahmen aus dem reichen Africa. All dies führte zu einer erheblichen wirtschaftlichen Belastung Westroms und einer Unterfinanzierung der regulären Truppen. Etwa um diese Zeit meuterten die angelsächsischen Söldner in Britannien, die sich nicht ausreichend bezahlt fühlten, und etablierten im Westen der Insel eigene Machtbereiche.

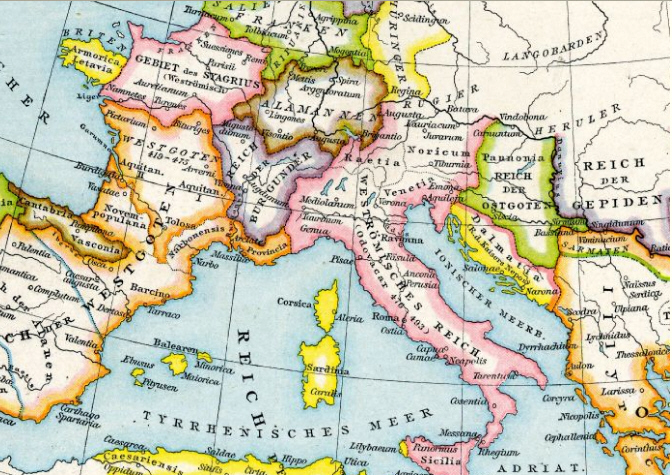
Die politische Situation im westlichen Mittelmeerraum ab 450 bis etwa 476/480; die Karte zeigt das Zusammenschrumpfen der weströmischen Herrschaft in der Peripherie (Britannia, Gallia, Hispania, Nordafrika bis auf wenige Exklaven in Nordgallien und Dalmatia) auf die Kernprovinz Italien; Gustav Droysen: Allgemeiner Historischer Handatlas, 1886

450 kam es zu einer Umkehrung der Allianzen: Offenbar rief eine Hofpartei um Valentinians Schwester Honoria die Hunnen unter Attila gegen Aëtius zu Hilfe. 451 konnte der Heermeister den Hunnen, der mit einem großen Vielvölkerheer in Gallien eingefallen war, mit einer römisch-westgotischen Armee in der Schlacht auf den Katalaunischen Feldern unter enormen Verlusten zum Rückzug bewegen, doch 452 konnte ein hunnischer Angriff auf Italien nur noch mit oströmischer Hilfe abgewehrt werden. 454 jedoch, als Attila gestorben war, erschlug Valentinian in einem Akt der Hilflosigkeit eigenhändig seinen übermächtigen General Aëtius, um endlich selbst die Macht zu übernehmen – nur um dann im darauffolgenden Jahr selbst Opfer eines Meuchelmordes zu werden. In Dalmatien schuf sich derweil der General Marcellinus ein faktisch eigenständiges Reich und sagte sich von Ravenna los. Mit dem Ansehensverlust der Regierung einher ging vielerorts der Aufstieg solcher Warlords, die vor allem außerhalb Italiens das entstandene Machtvakuum füllten. Diese lokalen Machthaber, teils römische Offiziere wie Marcellinus, teils nichtrömische reges wie Geiserich, nannte der Kleriker Gildas später „Tyrannen“ und beschrieb sie eindringlich wie folgt:

„Sie verbringen ihre Tage damit, Unschuldige zu terrorisieren und auszuplündern, während sie Räubern und Mördern Unterschlupf gewähren. Sie nehmen sich viele Frauen und haben zudem Kebsweiber und Geliebte. Sie schwören sehr rasch Eide und brechen sie noch rascher wieder. Sie geben Gelübde ab und lügen dabei. Sie führen viele Kriege, doch ihre Kriege sind ungerecht, da sie sich gegen ihre eigenen Mitbürger richten. Sie geben vor, Verbrechen bekämpfen zu wollen, doch machen sie Verbrecher zu ihren Tischgenossen, schmeicheln sich bei ihnen ein und belohnen sie. Sie geben sich nach außen großzügig gegenüber würdigen Unternehmungen, doch gleichzeitig raffen sie durch ihre Verbrechen heimlich Vermögen und Sünde an. Sie halten Gericht, doch selten sprechen sie ein gerechtes Urteil. Sie verachten die Wehrlosen und Niedrigen, und sie wertschätzen die Blutbesudelten, Hochmütigen, Mordlustigen und Eidbrüchigen.“

Die reichsfremden Kriegergruppen, die sich Westgoten, Sueben, Burgunder oder Franken nannten, waren formal Föderaten und beherrschten die provinzialrömische Bevölkerung im Namen des Kaisers und mit Unterstützung römischer Zivilisten, was den Schein der kaiserlichen Herrschaft wahrte und auch die Möglichkeit für politische und militärische Interventionen Ravennas erhöhte. Allerdings entglitten diese Gebiete mit der Zeit faktisch schrittweise der weströmischen Kontrolle, bis die Westgoten unter Eurich (II.) den Vertrag mit Ravenna 469 schließlich aufkündigten.

### Die letzten Jahre Westroms – die Zeit der Schattenkaiser
Mit dem Mord an Valentinian III. begann 455 die Zeit der sogenannten „Schattenkaiser“, die jeweils nur kurze Zeit regierten und trotz aller Mühen keinen Erfolg damit hatten, den zusammenbrechenden weströmischen Staat zu retten. Nachdem 454 Valentinians verzweifelter Versuch, die Kontrolle im Reich durch den Mord an seinem Heermeister wieder an sich zu bringen, in die Katastrophe geführt hatte, übernahm fortan endgültig das Militär die Regie, angeführt von römischen wie „barbarischen“ Generälen, die einander oft bekämpften. Versuche einiger Kaiser, sich von ihnen zu emanzipieren und selbst unabhängiger zu agieren, scheiterten. In Ravenna herrschte nun faktisch eine Militärjunta, und die Zentralregierung verlor in der Folgezeit die Kontrolle über immer größere Gebiete. Die Anführer der foederati agierten angesichts der Schwäche der Kaiser zunehmend eigenständig, bildeten „Staaten im Staat“ und enthielten damit der Zentralregierung wichtige Steuereinnahmen vor, die zur Aufrechterhaltung der regulären Armee notwendig gewesen wären, was wiederum zu einer weiteren Schwächung der Regierung führte. Es gelang weder den Kaisern noch den sie jeweils dominierenden Generälen, diesen Teufelskreis zu durchbrechen.
Als hochrangiger Senator wurde zunächst Petronius Maximus in dem Chaos nach dem Tode Valentinians III. (16. April 455) Kaiser. Vielleicht kann man ihn als Repräsentanten der einstigen Anhänger des Aëtius ansehen. Er versuchte, sein Kaisertum dynastisch, durch Einheirat in die theodosianische Dynastie, zu legitimieren, und ein Bündnis mit den Westgoten zu schließen, erlag jedoch schnell seinen inneren und äußeren Feinden. Auf der Flucht vor einem erneuten vandalischen Plünderzug in Rom wurde Petronius am 31. Mai von der Stadtbevölkerung Roms erschlagen. Die Vandalen raubten eine Tochter Valentinians III., die nun – wie 442 vereinbart – mit Geiserichs Sohn verheiratet wurde, und in den Jahren nach ihrem Romzug 455 eroberten sie den Rest Nordafrikas, Sizilien, Korsika und die Balearen, was die römische Seehoheit im Mittelmeer beendete, und verheerten die Küsten. Geiserich griff weiterhin wiederholt in die Machtkämpfe in Westrom ein und forderte fortan immer wieder die Erhebung des Senators Olybrius zum Kaiser; dieser war der Schwager seiner neuen Schwiegertochter. Ein Sieg über Geiserichs Vandalen und die Rückgewinnung des reichen Nordafrikas wurde damit endgültig zur Überlebensfrage für die weströmische Regierung.
Dem Petronius Maximus folgte am 9. oder 10. Juli 455 der Gallorömer Eparchius Avitus auf den kaiserlichen Thron. Er hatte unter Aëtius hohe zivile und militärische Ämter bekleidet und war als Botschafter zwischen Rom und den Westgoten tätig gewesen, musste nun jedoch Probleme mit Markian, dem tatkräftigen oströmischen Herrscher, regeln sowie insbesondere den Heermeister Ricimer ruhig halten: Der General wurde von Avitus als zweiter magister militum per Italiam eingesetzt (erster magister militum wurde der Westgote Remistus) und entwickelte sich rasch zum wahren Herrscher Westroms. Avitus versuchte, sich auf die Goten und die gallische Aristokratie zu stützen, doch dies misslang: Nachdem er sein Vermögen aufgebraucht hatte und die Truppen nicht mehr finanzieren konnte, wurde er 456 von Ricimer gestürzt, der sich an die Spitze der italischen Senatoren und Soldaten gesetzt hatte, die sich vielleicht vom „Gallier“ Avitus vernachlässigt fühlten. Dass dieser von seinem kaiserlichen Kollegen Markian nie als rechtmäßiger Augustus des Westens anerkannt worden war, hatte seine Position zusätzlich geschwächt.

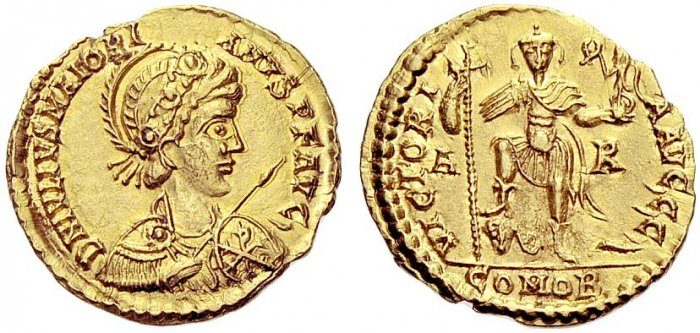
Solidus des Majorian; auf der Rückseite dargestellt der Kaiser, wie er auf eine Schlange mit Menschenkopf tritt und in seiner linken Hand eine Victoria trägt

Nach mehreren unkriegerischen Zivilisten auf dem Thron versuchte man nun den entgegengesetzten Weg: Der tatkräftige General Majorian, zuvor als neuer zweiter magister militum Italiens der Kollege Ricimers, wurde am 1. April 457 von den Truppen zum Herrscher ausgerufen; von Ostrom bald anerkannt, bemühte er sich um ein gutes Verhältnis zum Senat und blieb knapp vier Jahre lang Kaiser. Er versuchte, seine Stellung durch militärische Leistungen zu stabilisieren. Nach den Jahren des Niederganges der Zentralregierung gelang es ihm tatsächlich, die Kontrolle über Italien und große Teile Galliens zeitweilig wiederzuerlangen; die Westgoten und Burgunden wurden wenigstens vorübergehend ruhiggestellt. Auch Teile Hispaniens konnte Majorian – seit langem der erste und zugleich der letzte Westkaiser, der selbst ein Heer führte – befrieden. Innenpolitisch gelang es, den Senat durch mehr Zugeständnisse und das Volk durch eine verbesserte Wirtschaftspolitik vorerst auf seine Seite zu bringen; in der Stadt Rom ließ man Renovierungsarbeiten an öffentlichen Gebäuden durchführen. Von Papst Leo wurde er jedoch nicht als Kaiser anerkannt, da er aus Sicht der Kirche zu tolerant gegenüber Häretikern (insbesondere jenen Christen, die das Konzil von Chalcedon nicht anerkannten) agierte. Majorian wurde, nachdem eine Strafexpedition gegen die Vandalen 460 bereits im Ansatz gescheitert war und er sich nach Gallien zurückgezogen hatte, Anfang August 461 auf dem Weg nach Rom von Ricimer gestürzt und kurz darauf hingerichtet. Ricimer konnte jedoch als Arianer (Anhänger einer nicht-orthodoxen christlichen Glaubensgruppe) und Nicht-Römer offenbar nicht selbst die Herrschaft übernehmen. Entscheidend war aber wohl, dass das zunehmend machtlose und in seiner Handlungsfähigkeit eingeschränkte Kaisertum des Westens für tatkräftige Männer wie ihn mittlerweile nur noch bedingt von Reiz war: Die Position des starken Mannes hinter dem Thron war jetzt attraktiver.
Ricimers Hauptanliegen war die Verteidigung Italiens, am Rest des Westreichs hatte er offenbar nur nachgeordnetes Interesse; dies mag auch der Grund für den Bruch mit Majorian und den anschließenden Militärputsch gewesen sein. Auf Ricimers Betreiben wurde nach einem Interregnum im November 461 der Senator Libius Severus neuer Kaiser von Westrom, da der übermächtige General auf einen Augustus auf Dauer nicht verzichten zu können glaubte. Dieser wurde aber von Ostrom nicht anerkannt und blieb daher formal ein Usurpator. Unter seiner Regierung begannen die Plünderungen der Vandalen an der italischen Westküste erneut, und die Lage wurde immer kritischer. Währenddessen hatte sich der Heermeister Galliens, Aegidius, ein Freund Majorians, gegen Ricimer und die Regierung in Ravenna erhoben und in Nordgallien, gestützt auf die Reste der Rheinarmee, ein gallorömisches Sonderreich errichtet, das bis 486 Bestand haben sollte. Er sollte nicht der einzige spätrömische „Warlord“ sein, der vom Zusammenbruch der Zentralgewalt profitierte.

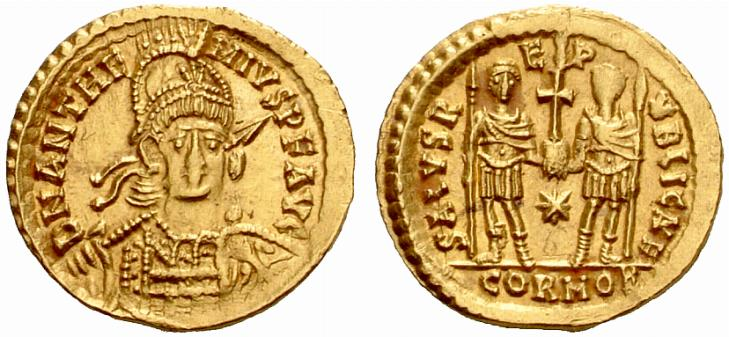
Solidus des Anthemius; auf der Rückseite dargestellt sind zwei Kaiser, die gemeinsam einen Globus mit Kreuz (Vorläufer des späteren Reichsapfels) tragen

Nach vier Jahren starb Libius Severus 465 (angeblich von Ricimer vergiftet). An seine Stelle trat 467, nach einer zweijährigen Thronvakanz, während deren der Kaiser in Konstantinopel formal auch über den Westen herrschte, der oströmische Aristokrat und Militär Anthemius. Dieser wurde vom oströmischen Kaiser Leo I. mit Geld und Truppen ausgestattet; er gilt gemeinhin als der letzte wirklich handlungsfähige und tatkräftige Herrscher Westroms. Ricimer und Anthemius verfolgten als vordringliches Ziel die Wiederherstellung der kaiserlichen Herrschaft gegenüber den Vandalen zur Sicherung Italiens. Die Flotte des römischen Generals Basiliscus verbuchte einige erste Erfolge. 468 kam es dann zu einer großen Flottenexpedition, bei der oströmische und weströmische Truppen gemeinsam gegen die Vandalen kämpften. Doch überraschend besiegten die Vandalen Basiliscus vor der afrikanischen Küste. Nun versuchte Anthemius sein Glück in Hispanien. Doch der Feldzug gegen die Westgoten, die unter ihrem König Eurich (II.) den Vertrag von 418 gebrochen hatten und seit 469 weitere Gebiete eroberten, blieb erfolglos und führte letztlich wohl zum Bruch zwischen dem Kaiser und Ricimer. Diese letzten kriegerischen Anstrengungen hatten die finanziellen und militärischen Möglichkeiten Westroms stark strapaziert. Hispanien ging nun verloren. Auch Ostrom hatte einen großen Teil seines Staatsschatzes in die Flottenexpedition gegen Geiserichs Vandalen gesteckt und konnte dem Westen nun nicht mehr helfen. Schließlich brach wegen der Konflikte zwischen Ricimer und dem Kaiser, der nicht nur eine Marionette seines Heermeisters sein wollte, ein Bürgerkrieg aus. Dabei stand die Kirche auf der Seite des Heermeisters, denn Anthemius war aufgrund einer toleranten Religionspolitik beim römischen Bischof in Ungnade gefallen.
Ricimer siegte, und Anthemius wurde 472 hingerichtet; doch der mächtige Heermeister starb nur wenig später. Da die Westgoten nun nicht mehr als Verbündete in Frage kamen, gab man der alten Forderung Geiserichs nach und machte den aus adliger Familie stammenden Senator Anicius Olybrius zum neuen Kaiser. Aber dieser brachte kein volles Jahr Regierungszeit hinter sich: Nach seiner Thronbesteigung im Frühjahr 472 starb er bereits sieben Monate später an einer Krankheit. Ricimers Nachfolge als Oberkommandierender der italischen Armee, die nun wohl fast ausschließlich aus foederati bestand, trat unterdessen sein Neffe Gundobad an. Als Kaiser folgte auf Olybrius Glycerius, der nur von 473 bis 474 regierte und wohl nicht vom Ostteil anerkannt wurde. Unter ihm schlossen Ost- und Westrom einen Frieden mit den Vandalen, während die Westgoten den größten Teil der heutigen Provence eroberten und sich endgültig von der kaiserlichen Oberhoheit lossagten. Zugleich konnte Glycerius aber Italien gegen einen westgotischen Angriff verteidigen.

### Julius Nepos

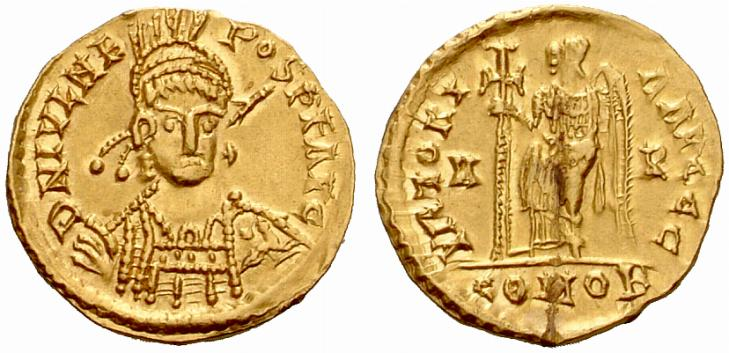
Solidus des Julius Nepos; auf der Rückseite Victoria mit einem Kreuz in der Hand

Im Jahre 474 wurde Glycerius von dem oströmischen Heerführer Julius Nepos, der mit Truppen in den Westen gesandt worden war, abgesetzt und abgelöst. Gundobad verließ Italien und wurde Anführer des burgundischen Kriegerverbandes. Julius Nepos wollte den Konflikt mit den Westgoten derweil zunächst diplomatisch lösen. Der Erfolg war mäßig. Inzwischen hatten die Vandalen das ganze westliche Mittelmeer unter ihre Kontrolle gebracht, hielten aber vorerst still, nachdem sie 474 ein foedus mit dem Ostkaiser geschlossen und so ihre Position legalisiert hatten. Schließlich wendete sich das Blatt in Rom gegen Julius Nepos: Sein patricius Flavius Orestes, der für sich in Anspruch nehmen konnte, Sekretär des Hunnenkönigs Attila gewesen zu sein, jagte ihn im August 475 aus dem Amt und setzte, obwohl er selbst hätte Kaiser werden können, lieber seinen Sohn Romulus Augustus als Strohmann auf den Thron – so unattraktiv war das westliche Kaisertum inzwischen für machtbewusste Männer geworden.
Julius Nepos war der letzte weströmische Kaiser gewesen, dessen Herrschaft auch von Ostrom anerkannt wurde.

### Romulus Augustus („Romulus Augustulus“) und Odoaker
Romulus Augustus, der bei Regierungsantritt erst etwa 10 Jahre (nach anderen Quellen: 17 Jahre) alt war und deswegen mit dem Spottnamen „Romulus Augustulus“ („kleiner Augustus“, „Kaiserlein“) bedacht wurde, gilt als der letzte weströmische Kaiser, wenn auch Julius Nepos bis zu seinem Tode im Jahre 480 letzter von Ostrom anerkannter Herrscher blieb. Romulus war zwar offenbar von Basiliscus, dem glücklosen Admiral der Vandalenexpedition, der 475/76 für einige Monate den oströmischen Thron usurpierte, als Kaiser des Westens akzeptiert worden, doch als Romulus im Herbst 476 von Odoaker, dem Kommandeur der letzten kaiserlichen Armee in Italien, abgesetzt wurde, saß der rechtmäßige Ostkaiser Zenon wieder auf dem Thron. Odoaker hatte sich mit Orestes nicht über die Versorgung seiner Männer einigen können, woraufhin er rebellierte und im folgenden kurzen Bürgerkrieg siegreich blieb. Formal erkannte Odoaker zunächst Nepos an, verweigerte ihm aber die Rückkehr nach Italien.
Odoaker setzte, anders als seine Vorgänger, keinen weiteren „Schattenkaiser“ ein, sondern er sandte eine senatorische Gesandtschaft zu Kaiser Zenon nach Konstantinopel, erklärte, ein einziger römischer Kaiser genüge für das ganze Reich, und unterstellte sich formal dessen Oberherrschaft; so konnte er nahezu unabhängig als rex Italiae („König von Italien“) regieren. Zenon verwies darauf, dass Italien Julius Nepos unterstehe, gestand Odoaker aber die Anrede patricius zu, die diesen faktisch zum weströmischen Regierungschef machte, und unternahm ansonsten nichts. Odoaker weigerte sich, Nepos nach Ravenna zu holen, suchte aber ein Einvernehmen mit dem Senat und regierte den Rumpf des Westreichs in der Tradition Ricimers.
Wie in Gallien war nun auch in Italien eine längere Entwicklung an ihr Ende gelangt, bei der sich immer mehr Macht vom Kaiser und der zivilen Verwaltung auf die Generäle verlagert hatte, deren Position nun erblich geworden war und die ihren zumeist nichtrömischen Soldaten nun als reges gegenübertraten, während sie sich gegenüber der Kirche und den Resten der römischen Administration pro forma meist noch als kaiserliche Beauftragte präsentierten. Die ethnische Herkunft dieser beständig gegeneinander Bürgerkrieg führenden warlords war dagegen von sekundärer Bedeutung – strukturell dürfte sich der fränkische rex Childerich I. kaum von Orestes oder dem rex Romanorum Syagrius unterschieden haben. Westrom wurde nicht von „Barbaren“ überrannt und vernichtet. Es fiel vielmehr einem politischen Desintegrationsprozess zum Opfer. Spätestens seit dem frühen 5. Jahrhundert nahm der Einfluss der hohen Militärs im Westreich derart zu, dass die Heermeister nun die wahre Macht ausübten. Neben dem Militär entglitten aber auch zusehends wichtige Provinzen (vor allem Africa, bald darauf aber auch große Teile Hispaniens und Galliens) der kaiserlichen Kontrolle. Andere Militärführer oder auch Anführer diverser gentes agierten währenddessen als Warlords auf eigene Rechnung und profitierten so von der politischen Erosion im Westreich.
Begleitet und überlagert waren die letzten Jahre Westroms auch von religiösen Auseinandersetzungen. So standen Leo der Große und sein Nachfolger Hilarus im Konflikt mit den Arianern, die mit Ricimer den mächtigsten Mann Westroms auf ihrer Seite hatten. Simplicius führte vor allem Auseinandersetzungen mit dem Monophysitismus in der oströmischen Kirche, weshalb die Päpste Kaisern wie Anthemius und Julius Nepos, die aus dem Osten kamen, skeptisch bis feindselig gegenüberstanden, was deren Position weiter schwächte. Diese Entwicklung, die zu einer immer weiteren Entfremdung von Ost und West führte, setzte sich auch nach 476 fort: Mit dem Kirchenbann gegen die Anhänger des Henotikons, das der oströmische Kaiser erlassen hatte, löste Felix II. 484 das akakianische Schisma aus, wodurch auch der politische Zusammenhalt zwischen West und Ost weiter geschwächt wurde. Zudem stritt er mit dem oströmischen Kaiser grundsätzlich um den Einfluss in der Kirche. Sein Nachfolger Gelasius I. formulierte schließlich 496 in diesem Zusammenhang die Zwei-Schwerter-Theorie, die die Theorie von der Trennung von Staat und Kirche begründete und im Mittelalter große Wirkung entfalten sollte.

### Nachspiel: Der Westen bis 568

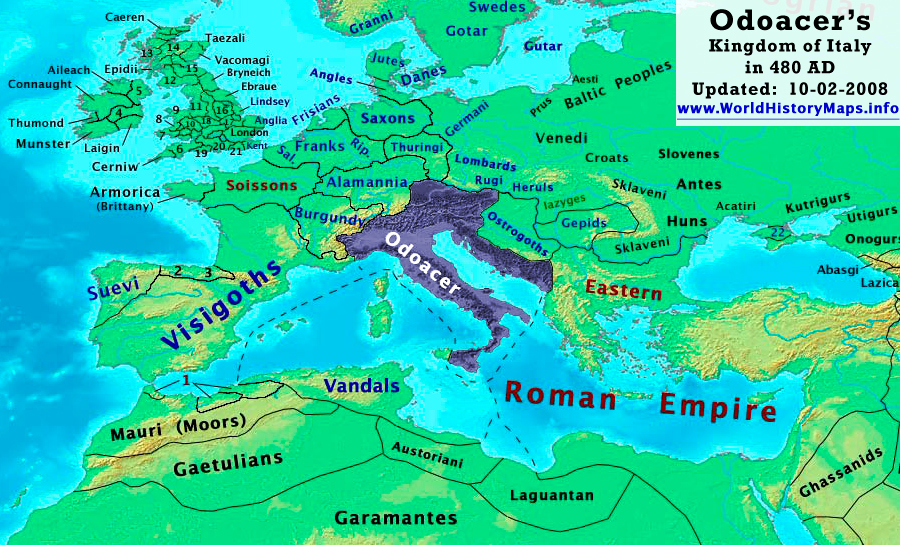
Der Machtbereich Odoakers im Jahre 480

Aus Sicht mancher Forscher (zum Beispiel Henning Börm, Christian Witschel, Jonathan Arnold) endete das Weströmische Reich nicht mit dem Ende des Kaisertums, denn der weströmische Hof bestand ebenso wie der Senat fort, und auch die römische Verwaltung funktionierte im Kern zumindest in Italien weiter.
Spätestens im 7. Jahrhundert erlosch dann die formelle Oberhoheit des oströmischen Kaisers im Bereich des früheren Westreichs endgültig, nachdem noch Kaiser Maurikios im Jahr 597 eine Erneuerung des weströmischen Kaisertums vorgesehen hatte, da er seinen zweitältesten Sohn Tiberios testamentarisch als in Rom residierenden iunior Augustus einsetzen wollte – die Regelung trat aber nie in Kraft. Der Versuch des Kaisers Konstans II., den Schwerpunkt des Römischen Reiches wieder nach Westen zu verlagern, scheiterte in den 660er Jahren nach kurzer Zeit. Erst Karl der Große erneuerte dann 800 das Kaisertum des Westens – doch unter ganz anderen Bedingungen.

#### Germanische Nachfolgereiche
Odoaker sah seine Herrschaft ganz in der Tradition des Römischen Reiches; er führte die Tradition eines Ricimer fort und bekam vom Ostkaiser schließlich vielleicht auch offiziell den Titel eines patricius verliehen, und damit zumindest aus seiner Sicht auch die Stellung eines kaiserlichen „Statthalters“. Auch ließ Odoaker bis 480 noch Münzen im Namen des Kaisers Julius Nepos prägen, der zumindest noch die römische Provinz Dalmatia regierte, da Ostrom 476 ja darauf hingewiesen hatte, Nepos sei der für Italien „zuständige“ Kaiser. Gegen Ende seiner Herrschaft ließ Odoaker dann allerdings um 490 seinen Sohn Thela zum Caesar ausrufen, nachdem ihm Konstantinopel die Anerkennung entzogen hatte.
Zwar war das Weströmische Kaisertum 476/80 faktisch erloschen, wie um 520 als erster der oströmische Chronist Marcellinus Comes niederschrieb. Insgesamt fanden die Ereignisse des Jahres 476 allerdings zunächst kaum Beachtung, denn praktisch änderte sich für die Menschen nur sehr wenig: Es gab schließlich in Konstantinopel noch immer einen römischen Kaiser, dem sich Odoaker ja auch untergeordnet hatte. Das Imperium Romanum bestand folglich formal auch im Westen fort. Thronvakanzen hatte es dort bereits vorher gegeben, so dass die Absetzung des Romulus kaum Aufsehen erregte. Und noch bis weit ins 6. Jahrhundert hinein achteten die germanischen Herrscher des Westens danach in der Regel das kaiserliche Privileg, Goldmünzen zu prägen, und setzten daher auch auf ihre solidi das Porträt des jeweiligen oströmischen Augustus.
Weite Teile des vormaligen Weströmischen Reiches wurden Ende des 5. Jahrhunderts von Vandalen, Franken und Westgoten beherrscht, die in das Machtvakuum vorstießen, das der Zerfall der römischen Zentralregierung hinterlassen hatte. Die Italische Halbinsel verblieb mit dem Alpenraum unter der Herrschaft Odoakers, bis 489 der ostgotische rex und oströmische magister militum Theoderich der Große (formal im Auftrag des Kaisers) in Italien einfiel und dort 493 eine gotische Herrschaft etablierte. 498 übersandte Kaiser Anastasius die Insignien des westlichen Kaisertums, die Odoaker 476 nach Konstantinopel geschickt hatte, an Theoderich. Möglicherweise war dies eine Aufforderung an den Goten, einen neuen Augustus für Italien zu erheben, doch kam Theoderich diesem Wunsch nicht nach.
Der Charakter des Ostgotenreichs ist in der Forschung umstritten; manche Historiker erblicken in ihm ein weiteres poströmisches regnum, ähnlich wie die Reiche der Vandalen und Westgoten, andere hingegen eine direkte Fortsetzung Westroms. De iure unterstanden die westlichen Gebiete jedenfalls nach wie vor der Oberhoheit Konstantinopels. Der weströmische Senat bestand fort, und die Senatoren dienten zwar faktisch den germanischen Königen, bezeichneten aber zugleich den Kaiser nach wie vor als dominus noster („unser Herr“). 519 endete das Schisma zwischen den Kirchen von Rom und Konstantinopel, und unter dem oströmischen Herrscher Justinian I. wurden dann zwischen 533 und 553 große Teile des vormals weströmischen Reiches (Nordafrika, Italien, Südspanien) noch einmal militärisch dem Kaiser unterworfen. Der Plan, den Heermeister Belisar 540 zum neuen weströmischen Augustus zu erheben, scheiterte allerdings an Justinians Veto. 554 löste der Kaiser den weströmischen Hof in Ravenna durch eine constitutio pragmatica auf, und wenige Jahre nach der Rückeroberung Italiens durch die kaiserlichen Truppen fiel der größte Teil der Halbinsel 568 an die Langobarden, wo sie das Langobardenreich gründeten. Der Einfall der Langobarden markierte nach Ansicht vieler Historiker das Ende des spätantiken Italien.

#### Römische Restgebiete
Der im August 475 aus Italien vertriebene Julius Nepos konnte sich in der Provinz Dalmatia allerdings noch bis 480 halten, bis er dort – vermutlich auf Veranlassung Odoakers, vielleicht aber auch auf Anstiftung des Glycerius, der nach seinem Sturz Bischof geworden war – ermordet wurde.

Vermuteter Machtbereich des Syagrius; die Ausdehnung ist unsicher und in dieser Art wohl übertrieben

Im Raum um Paris konnte sich – eingekeilt zwischen Westgotenreich und Franken und abgeschnitten vom Restreich – der römische Statthalter Syagrius, Sohn des Heermeisters Aegidius, noch bis 486 als rex Romanorum behaupten. Nach der Eroberung seines Territoriums durch die Merowinger wurde er von den Westgoten an den fränkischen König Chlodwig I. ausgeliefert und von diesem um das Jahr 486/87 hingerichtet.
Numidien und die Provinzen des antiken Mauretaniens verblieben nach Gründung des Vandalenreiches zunächst unter weströmischer Herrschaft. Hierbei billigte der weströmische Kaiser die Aushebung von Privatarmeen durch Großgrundbesitzer, weil er sich so Angriffe auf vandalisches Gebiet erhoffte. Die so geforderte Entwicklung der Großgrundbesitzer zu Warlords begünstigte nach der Ermordung des weströmischen Kaisers Valentinian III. den Zerfall dieser Provinzen in diverse Kleinreiche, die in der Öffentlichkeit des übrigen Mittelmeerraumes und insbesondere in der Region um Karthago als berberisch wahrgenommen wurden. Numidien und die küstennahen Gebiete der mauretanischen Provinzen wurden unmittelbar danach von den Vandalen erobert, lösten sich aber nach dem Tod des Vandalenkönigs Hunerich ab 484 teilweise wieder aus dem Vandalenreich. Der ausschließlich berberische Charakter dieser überwiegend nicht unter vandalischer Herrschaft stehenden Gebiete des untergegangenen weströmischen Reiches ist allerdings widerlegt. Insbesondere die Regionen um Lixus und Volubilis in der äußerst westlich gelegenen Mauretania Tingitana weisen einen Fortbestand der alten Handelsverbindungen und lateinische Grabinschriften teilweise bis ins Jahr 655 auf.

### Auswirkungen auf die Stadt Rom
Der Niedergang des Weströmischen Reiches machte sich auch in der Stadt Rom bemerkbar: Die Stadt, in der um 250 nach Christus über 1 Million Menschen gelebt hatten, verkleinerte sich nach dem faktischen Wegfall der Funktion als Kaiserresidenz und aufgrund der Konkurrenz durch Konstantinopel langsam auf etwa 650.000 Einwohner um das Jahr 400. Während sich Rom von der Plünderung durch die Westgoten 410 noch recht schnell erholt zu haben scheint, hatte der Verlust Nordafrikas an die Vandalen nach 429 zur Folge, dass die Getreideversorgung der Stadt ins Stocken geriet. Damit begann sich der Bevölkerungsrückgang zu beschleunigen. Die zweiwöchige Plünderung durch die Vandalen 455 verringerte den Wohlstand erheblich, und 472 dezimierten die Kampfhandlungen zwischen Anthemius und Ricimer sowie eine Seuche die Einwohnerzahl weiter. Gleichwohl galt Rom auch im 5. Jahrhundert zeitgenössischen Berichten zufolge als eine kulturell und politisch bedeutende Metropole. Senatoren und Mitglieder der Kaiserfamilie hielten sich trotz der Residenzverlegung nach Ravenna häufig in Rom auf, einige Kaiser (wie Valentinian III. oder Anthemius) residierten in der Stadt. Zu Beginn des 5. Jahrhunderts und nach 439 vergrößerte sich die Stadt noch einmal durch den Zustrom von Neusiedlern aus Gallien und Africa. Noch um 470 wird Rom als bedeutende Stadt mit großen Bauten und einer lebhaften Theaterszene beschrieben. Das Kolosseum wurde mindestens bis 523, große Thermen bis 535 genutzt; Wagenrennen im Circus Maximus sind zuletzt 550 während der Herrschaft des Ostgoten Totila bezeugt. Archäologisch lässt sich zeigen, dass man um diese Zeit noch versuchte, den Verfall der öffentlichen Bauten aufzuhalten, und Renovierungen durchführte.
Um 534 dürfte die Stadt noch immer um die 100.000 Einwohner gezählt haben. Dann markierte der Krieg des oströmischen Kaisers Justinian I. gegen die Ostgoten die eigentliche Zäsur in der Stadtgeschichte: Zwischen 535 und 549 wurde Rom mehrfach belagert, die lebenswichtigen Aquädukte zerstört sowie ein Großteil der Senatoren deportiert oder getötet. Den letzten Schlag für die antiken Strukturen Italiens stellte dann der Einfall der Langobarden 568 dar, wenngleich Rom selbst nicht erobert wurde. Der weströmische Senat verschwand bald darauf (um 590). Im Frühmittelalter lebten nur noch höchstens 20.000 Menschen in der Stadt. Auf dem Forum Romanum, dessen letztes antikes Monument, die Phokas-Säule, 608 errichtet worden war, wurde schließlich Ackerbau betrieben. Antike Bauten dienten als Steinbruch oder wurden durch Umbauten auf niedrigem Niveau zweckentfremdet.
Der Niedergang des weströmischen Kaisertums und der Stadt Rom ging einher mit dem Aufstieg der Kirche. Seit dem 5. Jahrhundert war der Einfluss des Bischofs von Rom stetig gewachsen. Im späteren 6. Jahrhundert rückte er zunehmend an die Stelle der zerfallenden weltlichen Autoritäten in der Stadt, und spätestens seit Gregor dem Großen agierte der Bischof, nunmehr als Papst, mehr oder weniger als Stadtherr Roms. In der Nachfolge der Kaiser beanspruchte er fortan als Bischof des caput mundi die Oberhoheit über die Christenheit.

## Liste der weströmischen Kaiser
| Name               | Vollständiger Name                 | Regierungszeit           | Anmerkungen |
| ------------------ | ---------------------------------- | ------------------------ | --- |
| Honorius           | Flavius Honorius                   | 395–423                  | Mitkaiser von Theodosius I. und Arcadius seit 393 (gegen Eugenius); Regent: Stilicho (bis 408)                                                                                       |
| Gildo              | unbekannt                          | 397–398                  | Usurpator (?) in Africa |
| Marcus             | unbekannt                          | 406                      | Usurpator in Britannien |
| Gratian            | unbekannt                          | 407                      | Usurpator in Britannien |
| Konstantin (III.)  | Flavius Claudius Constantinus      | 407–411                  | Gegenkaiser in Gallien, Hispanien und Britannien (409 nominell Mitkaiser des Honorius), ab 409/10 mit Constans (II., Caesar seit 408); Caesar: Julian (ab 409/10)                    |
| Priscus Attalus    | unbekannt                          | 409–410 414–415          | Gegenkaiser in Italien (durch Alarich) bzw. Südgallien (durch Athaulf) |
| Maximus            | unbekannt                          | 409/10–411 418/19–420/21 | Gegenkaiser in Hispanien (durch Gerontius bzw. Gunderich) |
| Jovinus            | unbekannt                          | 411–413                  | Gegenkaiser in Gallien (durch Gundahar und Goar), ab 412 mit Sebastianus |
| Heraclianus        | unbekannt                          | 412–413                  | Usurpator (?) in Africa |
| Constantius III.   | Flavius Constantius                | 421                      | Mitkaiser des Honorius (Mitregent seit 417), von Theodosius II. nicht anerkannt |
| Johannes           | unbekannt                          | 423–425                  | durch Castinus (?), von Theodosius II. nicht anerkannt |
| Valentinian III.   | Flavius Placid(i)us Valentinianus  | 425–455                  | Caesar unter Theodosius II. seit 424 (gegen Johannes); Regenten: Galla Placidia (bis 437), Aëtius (435–454); erkannte Geiserich und Rechiar als Regenten in Africa bzw. Hispanien an |
| Vortigern          | unbekannt                          | 426–441?                 | Usurpator (?) in Britannien; Nachfolger: Ambrosius Aurelianus |
| Pirrus             | unbekannt                          | 428                      | Usurpator (?) in Italien |
| Tibatto            | unbekannt                          | 435–437                  | Usurpator (?) in Gallien |
| Basilius           | unbekannt                          | 448–454?                 | Usurpator (?) in Hispanien (durch Rechiar?) |
| Petronius Maximus  | Flavius Petronius Maximus          | 455                      | von Markian nicht anerkannt; Caesar: Palladius |
| Avitus             | Flavius Eparchius Avitus           | 455–456                  | durch Theoderich II., von Markian nicht anerkannt (?) |
| Majorian           | Flavius Iulius Valerius Maiorianus | 457–461                  | durch Ricimer (?), 457 nominell Caesar (?) unter Leo I. |
| Marcellus          | unbekannt                          | 457?                     | Usurpator (?) in Gallien |
| Libius Severus     | Flavius Libius Severus             | 461–465                  | durch Ricimer, von Leo I. nicht anerkannt (?) |
| Aegidius           | unbekannt                          | 461–464/65               | Usurpator (?) in Gallien; Nachfolger: Paulus (469?), Syagrius (bis 486/87) |
| Anthemius          | Flavius Procopius Anthemius        | 467–472                  | 467 Caesar unter Leo I.; Mitregent: Ricimer (bis 470/71) |
| Arvandus           | unbekannt                          | 468                      | Usurpator (?) in Gallien (durch Eurich) |
| Romanus            | unbekannt                          | 470                      | Usurpator (?) in Italien (durch Ricimer?) |
| Olybrius           | Flavius Anicius Olybrius           | 472                      | durch Ricimer (und Geiserich?), gegen Anthemius, von Leo I. nicht anerkannt (?) |
| Glycerius          | unbekannt                          | 473–474                  | durch Gundobad, von Leo I. nicht anerkannt |
| Julius Nepos       | Flavius Iulius Nepos               | 474–480                  | 474 Caesar (?) unter Leo II. und Zenon (gegen Glycerius), Exil ab 475 in Dalmatien; erkannte Eurich als Regenten in Südgallien und Spanien an                                        |
| Romulus Augustulus | Romulus A(u)gustus                 | 475–476                  | Gegenkaiser in Italien (durch Orestes), von Odoaker abgesetzt |

Legende:
| Farbe | Bedeutung                  |
| ----- | -------------------------- |
|       | Unterkaiser oder Mitregent |
|       | Gegenkaiser oder Usurpator |

### Überblicksdarstellungen
- Henning Börm: Westrom. Von Honorius bis Justinian. Stuttgart 2013, ISBN 978-3-17-023276-1; 2. Auflage, Stuttgart 2018 (aktuelle Darstellung, die Bürgerkriege statt äußerer Angriffe für den Zerfall Westroms verantwortlich macht).
- Averil Cameron u. a. (Hrsg.): The Cambridge Ancient History. 2., neugestaltete Auflage. Bd. 13 und 14, Cambridge 1998–2000 (hervorragende Gesamtdarstellung zur Spätantike mit umfangreicher Bibliographie).
- Neil Christie: The Fall of the Western Roman Empire, London 2011, ISBN 978-0-340-75966-0.
- Alexander Demandt: Die Spätantike. 2., erweiterte Auflage, München 2007 (detailreiche und gut lesbare Darstellung, die aber nicht immer den aktuellen Forschungsstand wiedergibt).
- Adrian Goldsworthy: The Fall of the West, London 2009 (populärwissenschaftliche Darstellung).
- Guy Halsall: Barbarian Migrations and the Roman West, 376–568, Cambridge 2007, ISBN 978-0-521-43543-7 (materialreiches Handbuch, das in vielen Punkten einen Gegenentwurf zu Heather (s. u.) darstellt).
- Peter J. Heather: Der Untergang des Römischen Weltreichs, Stuttgart 2007, ISBN 978-3-608-94082-4 (detaillierte, aber umstrittene Darstellung des Untergangs Westroms für ein breiteres Publikum, vor allem hinsichtlich militärgeschichtlicher Fragen sehr nützlich; Heather hält äußere Angriffe für den Grund für die Ereignisse).

### Spezialstudien
- Henning Börm: Das weströmische Kaisertum nach 476. In: Henning Börm, Norbert Ehrhardt, Josef Wiesehöfer (Hrsg.): Monumentum et instrumentum inscriptum. Beschriftete Objekte aus Kaiserzeit und Spätantike als historische Zeugnisse. Steiner, Stuttgart 2008, ISBN 978-3-515-09239-5, S. 47–69.
- Chris Doyle: Honorius. The Fight for the Roman West AD 395–423. Routledge, London/New York 2019, ISBN 978-1-138-19088-7 (Kritische Rezension von Anja Busch im BMCR).
- Andreas Goltz: Marcellinus Comes und das „Ende“ des Weströmischen Reiches im Jahr 476. In: Dariusz Brodka u. a. (Hrsg.): Continuity and Change. Studies in Late Antique Historiography (= Electrum 13). Krakau 2007, S. 39–59.
- Generaldirektion Kulturelles Erbe Erbe Rheinland-Pfalz (Hrsg.): Der Untergang des Römischen Reiches. WBG, Darmstadt 2022.
- Dirk Henning: Periclitans res Publica: Kaisertum und Eliten in der Krise des weströmischen Reiches, 454/55–493. Steiner, Stuttgart 1999 (Rezension von Andreas Goltz bei H-Soz-Kult).
- John F. Matthews: Western Aristocracies and Imperial Court, A. D. 364–425. Oxford 1975.
- Meaghan A. McEvoy: Child Emperor Rule in the Late Roman West, AD 367–455. Oxford 2013.
- Timo Stickler, Umberto Roberto (Hrsg.): Das Weströmische Reich und seine Erforschung. Neue Perspektiven. Kohlhammer, Stuttgart 2024, ISBN 978-3-17-042086-1.
- Marinus Antony Wes: Das Ende des Kaisertums im Westen des Römischen Reichs. Den Haag 1967.
- Hans-Ulrich Wiemer (Hrsg.): Theoderich der Große und das gotische Königsreich in Italien (= Schriften des Historischen Kollegs. Kolloquien, Bd. 102). De Gruyter/Oldenbourg, Berlin/Boston 2020, ISBN 978-3-11-065820-0.